# Ochthebius lobatus
Ochthebius lobatus är en skalbaggsart som beskrevs av Pu 1958. Ochthebius lobatus ingår i släktet Ochthebius och familjen vattenbrynsbaggar. Inga underarter finns listade i Catalogue of Life.